# Championnat de France de basket-ball de Nationale masculine 2 1994-1995
 (juillet 2013).
Navigation
Saison précédente Saison suivante
La saison 1994-1995 du championnat de France de basket-ball de Nationale 2 est la 46e édition du championnat de France de basket-ball de Nationale masculine 1. La NM2 est le troisième plus haut niveau du championnat de France de basket-ball et le plus haut niveau amateur. Trente-deux clubs participent à la compétition. Il y a deux poules de seize clubs.

## Saison régulière

### Classement de la saison régulière[1]

#### Groupe A
| Rang | Équipe                 | Pts | J  | G  | P  | Pp | Pc | Diff |
| ---- | ---------------------- | --- | -- | -- | -- | -- | -- | ---- |
| 1    | RCM Toulouse (R)       | 52  | 30 | 22 | 8  | 32 | 2  | 30   |
| 2    | Vichy                  | 52  | 30 | 22 | 8  | 1  | 6  | -5   |
| 3    | JL Bourg-en-Bresse (P) | 52  | 30 | 22 | 8  | 1  | 26 | -25  |
| 4    | Prissé-Mâcon           | 48  | 30 | 18 | 12 | 0  | 0  |      |
| 5    | Toulouges (P)          | 47  | 30 | 17 | 13 | 0  | 0  |      |
| 6    | Valence Condom         | 46  | 30 | 16 | 14 | 7  | 1  | 6    |
| 7    | Troyes                 | 46  | 30 | 16 | 14 | 1  | 7  | -6   |
| 8    | Vienne                 | 44  | 30 | 14 | 16 | 26 | 1  | 25   |
| 9    | Ajaccio                | 44  | 30 | 14 | 16 | 6  | 1  | 5    |
| 10   | Castelnau-le-Lez (P)   | 44  | 30 | 14 | 16 | 1  | 6  | -5   |
| 11   | Fos-sur-Mer            | 44  | 30 | 14 | 16 | 1  | 26 | -25  |
| 12   | Avignon                | 43  | 30 | 13 | 17 | 0  | 0  |      |
| 13   | ALGM Lyon              | 42  | 30 | 12 | 18 | 3  | 1  | 2    |
| 14   | Hagetmau               | 42  | 30 | 12 | 18 | 1  | 3  | -2   |
| 15   | Saint-Etienne (P)      | 40  | 30 | 10 | 20 | 0  | 0  |      |
| 16   | CSL Dijon (P)          | 34  | 30 | 4  | 26 | 0  | 0  |      |

|     | Accession directe en Pro B |
|     | Relégation en Nationale 3  |
| (P) | Promu 1994                 |
| (R) | Relégué 1994               |

Castelnau-le-Lez relégué car non engagé pour la saison suivante en Nationale 2 (raison financière).

#### Groupe B
| Rang | Équipe                     | Pts | J  | G  | P  | Pp | Pc | Diff |
| ---- | -------------------------- | --- | -- | -- | -- | -- | -- | ---- |
| 1    | Brest (R)                  | 53  | 30 | 23 | 7  | 0  | 0  |      |
| 2    | Nantes                     | 52  | 30 | 22 | 8  | 0  | 0  |      |
| 3    | JALT Le Mans               | 50  | 30 | 20 | 10 | 0  | 0  |      |
| 4    | Fleury/Saint-Jean-de-Braye | 49  | 30 | 19 | 11 | 19 | 1  | 18   |
| 5    | Blois                      | 49  | 30 | 19 | 11 | 13 | 1  | 12   |
| 6    | Epinal                     | 49  | 30 | 19 | 11 | 2  | 32 | -30  |
| 7    | Rueil                      | 47  | 30 | 17 | 13 | 0  | 0  |      |
| 8    | Cambrésis Proville         | 46  | 30 | 16 | 14 | 0  | 0  |      |
| 9    | Saint-Herblain (P)         | 45  | 30 | 15 | 15 | 0  | 0  |      |
| 10   | La Roche-sur-Yon           | 44  | 30 | 14 | 16 | 0  | 0  |      |
| 11   | Vitry-le-François          | 43  | 30 | 13 | 17 | 0  | 0  |      |
| 12   | Bondy                      | 42  | 30 | 12 | 18 | 16 | 1  | 15   |
| 13   | Liévin                     | 42  | 30 | 12 | 18 | 1  | 16 | -15  |
| 14   | Franconville (P)           | 39  | 30 | 9  | 21 | 0  | 0  |      |
| 15   | Beauvais (P)               | 36  | 30 | 6  | 24 | 0  | 0  |      |
| 16   | INSEP                      | 34  | 30 | 4  | 26 | 0  | 0  |      |

|     | Accession directe en Pro B |
|     | Relégation en Nationale 3  |
| (P) | Promu 1994                 |
| (R) | Relégué 1994               |

Blois, Cambrésis Proville, La Roche-sur-Yon et Liévin relégués car non engagés pour la saison suivante en Nationale 2 (raison financière…).